# Deutsch-Rumänische Industrie- und Handelskammer
Die am 5. September 2002 gegründete Deutsch-Rumänische Industrie- und Handelskammer (AHK Rumänien) zählt über 600 Mitgliedsunternehmen und ist die größte bilaterale Handelskammer in Rumänien.  Mit ihrem Leistungsangebot und ihren Veranstaltungen unterstützt die AHK Rumänien deutsche Unternehmen bei ihrem Geschäftsaufbau und -ausbau in Rumänien.

## Geschichte
Der Weg zu einer deutschen Auslandshandelskammer (AHK) in Rumänien nahm am 5. November 1999 an Fahrt auf, als aus der am 3. November 1994 eröffneten Repräsentanz der Deutschen Wirtschaft mit Sitz in Bukarest die Delegation der Deutschen Wirtschaft hervorgegangen ist. Nach weniger als drei Jahren erfolgreicher Delegierten-Tätigkeiten wurde Dirk Rütze im Frühjahr 2002 von der Bundesregierung, vertreten durch das Bundesministerium für Wirtschaft und dem Deutschen Industrie- und Handelskammertag (DIHK), beauftragt, die Gründung der AHK Rumänien vorzubereiten. Im Juni 2002 wurden die Verhandlungen zwischen der rumänischen und der deutschen Regierung über die Gründung und den Betrieb der Wirtschaftsförderungseinrichtung mit einem entsprechenden Notenaustausch abgeschlossen.
Am 5. September 2002 reiste der Bundeswirtschaftsminister Werner Müller mit einer Wirtschaftsdelegation nach Rumänien und eröffnete, gemeinsam mit seinem Amtskollegen sowie dem Hauptgeschäftsführer des Deutschen Industrie- und Handelskammertages  Martin Wansleben, die AHK Rumänien mit Sitz in Bukarest im Beisein von rund 300 geladenen Gästen aus Wirtschaft und Politik. Mit ihren damals 200 Mitgliedern und 12 Mitarbeitern übernahm die AHK Rumänien dann zum 1. Januar 2003 von der Delegation der Deutschen Wirtschaft das operative Geschäft und erfüllt seitdem ihre Aufgabe als offizielle Vertretung der deutschen Wirtschaft in Rumänien.

## Organisation und Struktur
Die AHK Rumänien gehört zum Netz der Deutschen Auslandshandelskammern (AHKs), Delegationen und Repräsentanzen, das mit 140 Standorten in 92 Ländern weltweit vertreten ist. AHKs sind Institutionen der deutschen Außenwirtschaftsförderung. Dachorganisation des AHK-Netzwerks, das anteilig vom Bundesministerium für Wirtschaft und Energie (BMWi) aufgrund eines Beschlusses des Deutschen Bundestages gefördert wird, ist der Deutsche Industrie- und Handelskammertag e. V. (DIHK) mit Sitz in Berlin.
Als offizielle Vertretung der deutschen Wirtschaft in Rumänien fördert die AHK Rumänien aktiv die deutsch-rumänischen Wirtschaftsbeziehungen und unterstützt Unternehmen bei der Entwicklung ihrer Geschäftsaktivitäten im jeweils anderen Land. Im Rahmen der Interessenvertretung ihrer Mitglieder gegenüber den unterschiedlichen offiziellen Stellen konzentriert sich die AHK Rumänien auf Themen, die für die deutsche Wirtschaft in Rumänien von besonderer Bedeutung sind. Dabei geht es darum, umsetzbare und fundierte Vorschläge zu erarbeiten und einzubringen, mit dem Ziel zur nachhaltigen, wirtschaftlichen Entwicklung Rumäniens beizutragen.

### AHK Transylvania Office
Um die Zusammenarbeit zwischen der deutschen Wirtschaft in Siebenbürgen (Transsilvanien) und den regionalen / lokalen Behörden, Institutionen und Universitäten zu intensivieren, eröffnete die AHK Rumänien am 28. September 2018 einen zweiten AHK-Standort in Klausenburg (Cluj-Napoca). Auf diese Weise wird den Unternehmen in dieser Region ein besserer Zugang zum weit-verzweigten AHK-Netzwerk sowie eine stärkere Unterstützung vor Ort zur Verfügung gestellt.

### Kompetenzzentrum Republik Moldau
Seit dem 1. Januar 2020 besteht das Kompetenzzentrum Republik Moldau der AHK Rumänien. Die AHK Rumänien leistet auf diese Weise einen Beitrag, die Beziehungen im trilateralen Sinne zwischen Unternehmen aus Rumänien, der Republik Moldau und Deutschland zu intensivieren.

### Mitgliedschaft
Laut der Satzung der AHK Rumänien können ordentliche Mitglieder der AHK Rumänien Unternehmer, Handelsgesellschaften und Organisationen privaten oder öffentlichen Rechts mit oder ohne Rechtspersönlichkeit mit Sitz in Deutschland oder in Rumänien sein, die am Wirtschaftsverkehr zwischen Deutschland und Rumänien beteiligt sind. Über den schriftlichen Aufnahmeantrag entscheidet der Vorstand im Einvernehmen mit dem Geschäftsführenden Vorstandsmitglied. Mitglieder werden regelmäßig über wirtschaftsrelevante Themen über den rumänischen und deutschen Markt informiert, erhalten Zugang zu den AHK-Veranstaltungen sowie auf Leistungen anderer Mitgliedsunternehmen (Members2Members-Programm).

## Dienstleistungen
Die AHK Rumänien berät und betreut Unternehmen um das Thema Auf- und Ausbau des Auslandsgeschäfts, das heißt Unternehmen, die neue Märkte erschließen, neue Lieferanten gewinnen, weitere Produktionsstandorte aufbauen oder ihre Geschäfte vor Ort weiterentwickeln wollen. Das Dienstleistungsangebot umfasst:
- Marktberatung
- Investorenberatung
- Personalsuche
- Messevertretungen
- Aus- und Weiterbildung
- Schiedsgericht
- Start-ups

## Initiativen

### econet romania
econet romania, die GreenTech-Plattform der AHK Rumänien, wurde auf Beschluss des AHK-Vorstandes ins Leben gerufen. Seit dem 1. Oktober 2010 liefert econet romania aktuelle Informationen und Marktanalysen, organisiert Fachveranstaltungen und Delegationsreisen und unterhält hilfreiche Netzwerke zum Kontaktaufbau und Erfahrungsaustausch rund um die Themenbereiche Energie, Umwelt, Mobilität und nachhaltige Stadtentwicklung. Ziel der Plattform ist es, zur ökonomischen Nachhaltigkeit beizutragen sowie über neue Technologien und Trends im Bereich Green Technology aufzuklären. Die Initiative unter dem Dach der AHK Rumänien hat sich zur zentralen Drehscheibe und B2B-Plattform für Unternehmen, Verwaltungen, Verbände und NGOs zur Förderung von grünen nachhaltigen Technologien und Lösungen in Rumänien entwickelt.

### Marketplace Romania
Um deutsche Unternehmen bei ihrer Lieferantensuche in Rumänien zu unterstützen und rumänischen Unternehmen eine Plattform zu geben, um ihre Produkte und Dienstleistungen sichtbar zu präsentieren, wurde im August 2017 das Online-Lieferantenportal „Marketplace Romania“ von der AHK Rumänien entwickelt. Hier können rumänische Unternehmen von potenziellen Geschäftspartnern in Deutschland nach dem Tätigkeitsbereich gefunden werden. Das Portal bietet außerdem einen Überblick über die jeweiligen Industriebranchen in Rumänien.

### AHK Schiedsgericht
Das Schiedsgericht bei der AHK Rumänien, das am 21. Januar 2010 auf Initiative zahlreicher Unternehmensvertreter gegründet wurde, bietet Vorteile im internationalen Geschäftsverkehr gegenüber einem Rechtsstreit vor staatlichen Instanzen. Die AHK Rumänien trägt auf diese Weise dazu bei, dass Schiedsgerichtsbarkeit in Rumänien eine größere Aufmerksamkeit erfährt, um eine weitere Alternative für Rechtsstreitverfahren zu bieten. Das AHK Schiedsgericht steht allen international tätigen Unternehmen zur Verfügung – mit Fokus auf Unternehmen, die am Wirtschaftsverkehr mit bzw. in Rumänien beteiligt sind. Alle relevanten Dokumente stehen in deutscher, rumänischer und englischer Sprache auf der Webseite der AHK Rumänien zur Verfügung.

### EduPro
Das im Mai 2015 gegründete Aus- und Weiterbildungszentrum der AHK Rumänien ist der Partner für Unternehmen und Bildungseinrichtungen in Rumänien rund um Bildungsthemen. EduPro fördert das duale Ausbildungssystem in Rumänien, unter anderem durch Präsentation von Best-Practice Beispielen, Steigerung der Sichtbarkeit der dualen Berufsbildung in Rumänien und Know-how-Transfer aus Deutschland. Unter dem Dach von EduPro werden darüber hinaus komplette Ausbildungs- und Weiterbildungsprojekte koordiniert, Beratung und Informationen zum rumänischen und deutschen Berufsbildungssystem zur Verfügung gestellt, Prüfungen nach deutschen Standards organisiert und abschließend zertifiziert, Fachkonferenzen zum Informations- und Erfahrungsaustausch organisiert sowie fortlaufend der Dialog mit Vertretern aus Politik und Verwaltungen geführt.

## Publikationen
Die Publikationen der AHK Rumänien informieren über Aspekte um Wirtschaft, Recht & Steuern, AHK-Community und die deutsch-rumänischen Wirtschaftsbeziehungen. Zu den erstellten Publikationen gehören unter anderem Standortbroschüren, Konjunkturberichte, Newsletter, Jahresberichte sowie Publikationen zu verschiedenen Fachveranstaltungen.